# Aske Bang
Aske Bang (født 1. april 1988) er en dansk filminstruktør og skuespiller. Han er uddannet fra Den Danske Filmskole i 2015. Bang fik sit gennembrud med kortfilmen Ladyboy som vandt prisen 'Bedste Fiktion' ved Ekko Shortlist Awards 2014. Hans film Silent Nights var nomineret til Oscar for bedste kortfilm i 2016.
Bang fik sit gennembrud som skuespiller i tv-serien Album som teenage drengen Jon Olufsen. Siden hen har han været med i en række film og tv-serier.
Bangs far er manuskriptforfatter og filminstruktør Ib Kastrup som bl.a. har skrevet spillefilmen Hvidsten Gruppen.
Bang og Allan Hyde ejer sammen selskabet Gourmetfilm, hvor de har haft stor succes[kilde mangler] med kortfilmen Fly on the Wings of Love og miniserien Alla Salute.

## Filmografi (som skuespiller)

### Film
| År   | Serie                    | Rolle | Noter |
| ---- | ------------------------ | ----- | ----- |
| 2008 | Lille soldat             |       |       |
| 2016 | I blodet                 | Søren |       |
| 2023 | Højst Besynderlige typer |       |       |
| 2024 | Øvelse 4                 |       |       |

### Tv-serier
| År        | Serie          | Rolle            | Noter           |
| --------- | -------------- | ---------------- | --------------- |
| 2008      | Album          | Jon Olufsen      | Afsnit 2-3      |
| 2009-2010 | Lærkevej       | Theis Andreasen  | Afsnit 9-10, 22 |
| 2010      | Den som dræber | Pede             | Afsnit 12       |
| 2011      | Borgen         | Andreas Hedegård | Afsnit 11       |
| 2015      | Anton 90       | Bertram          | 10 afsnit       |

## Filmografi (som instruktør)

### Spillefilm
- Døden Kører Audi - i udvikling på Zentropa
- Welcome to the Moon - Milk & Honey

### Kortfilm
- Silent Nights - (29 min) - Produceret af M&M - Nomineret til en Oscar for bedste kortfilm i 2016
- Den Fremmede - (29 min) - Afgangsfilm Den Danske Filmskole
- Julie & Rafiq - (49 min) - Midtvejsfilm Den Danske Filmskole
- Fly on the Wings of Love - (16 min) - Gourmetfilm
- Ladyboy - (29 min) - Gourmetfilm
- Dværgen og Luderen - (5 min)